# Ius Labes
La Ius Labes è una struttura geologica della superficie di Marte.